# NGC 3916
NGC 3916 је спирална галаксија у сазвежђу Велики медвед која се налази на NGC листи објеката дубоког неба.
Деклинација објекта је + 55° 8' 37" а ректасцензија 11h 50m 51,2s. Привидна величина (магнитуда) објекта NGC 3916 износи 13,9 а фотографска магнитуда 14,7. NGC 3916 је још познат и под ознакама UGC 6819, MCG 9-20-5, CGCG 269-6, CGCG 268-94, IRAS 11481+5525, PGC 37047.